# آگنیشکا سوخورا
آگنیشکا سوخورا (لهستانی: Agnieszka Antonina Suchora؛ تلفظ لهستانی: [aɡˈɲɛʂka]؛ زادهٔ ۱۰ ژانویهٔ ۱۹۶۸) بازیگر اهل لهستان است. او همسر بازیگر لهستانی کشیشتف کوالفسکی است.
از فیلم‌ها یا مجموعه‌های تلویزیونی که وی در آن‌ها نقش داشته‌است، می‌توان به گوش آقای رئیس، آب‌شدگی، عملیات سنبل، ورای تخت جراحی، خانه کشیش، در خوشی و سختی، پرستار کودک، عشق اول، پدر متیو، در خیابان سپولنی و مرز اشاره نمود.